# Cantó de Bruay-la-Buissière
El cantó de Bruay-la-Buissière és un cantó francès del departament del Pas de Calais, situat al districte de Béthune. Té part del municipi de Bruay-la-Buissière.

## Municipis
- Bruay-la-Buissière

## Història
| Data d'elecció                           | Identitat        | Partit | Qualitat |
| ---------------------------------------- | ---------------- | ------ | -------- |
| 1958-1964                                | André Mancey     | PCF    |          |
| 1964-1970                                | Raymond Derancy  | SFIO   |          |
| 1970-1971                                | Louis Josien     | PCF    |          |
| 1971-1979                                | Denise Lesieux   | PCF    |          |
| 1976-1988                                | Marcel Wacheux   | PS     |          |
| 1988-2008                                | Pierre Moreau    | PS     |          |
| 2008-                                    | Bernard Cailliau | PS     |          |
| les dades anteriors no són pas conegudes |                  |        |          |
|                                          |                  |        |          |